# Acratoleon
Acratoleon är ett släkte av insekter. Acratoleon ingår i familjen myrlejonsländor.
Kladogram enligt Catalogue of Life:
| Acratoleon | \| \| Acratoleon dispar \| \| \| \| \| \| Acratoleon flavus \| \| \| \| |
|            | \| \| Acratoleon dispar \| \| \| \| \| \| Acratoleon flavus \| \| \| \| |
|            | Acratoleon dispar                                                       |
|            |                                                                         |
|            | Acratoleon flavus                                                       |
|            |                                                                         |